# 桃花台西公園
桃花台西公園（とうかだいにしこうえん）は、愛知県小牧市の桃花台ニュータウンにある公園である。

## 概要
公園分類は「地区公園」。面積は4.12ha。
公園の東側半分はため池（四ツ池）となっており、西側には滑り台などの遊具が設置してある。また南側には、雑木林がある。

## 沿革
- 1980年（昭和55年）4月 - 完成。

## 所在地
- 愛知県小牧市古雅3丁目62

## 交通手段
- 桃花台バスおよびピーチバスの「古雅3丁目」停留所、または「桃花台西」停留所下車。

## 周辺
- 小牧消防署東支署
- 篠岡児童館
- 愛知県道195号荒井大草線
- 愛知県道453号明治村小牧線

## その他
1987年（昭和62年）頃から1996年（平成8年）頃まで、桃花台新交通桃花台線の試作車両が公園の北端に保存されていた。しかしガラスが割られる等の被害が出た為、撤去された。

## 関連書籍
- 『桃花台 まちの記録』桃花台事業記念誌作成検討委員会・愛知県（他）/編（発行年：1998年）